# ألي فاغنر
ألي فاغنر (بالإنجليزية: Aly Wagner) هي لاعبة كرة قدم أمريكية، ولدت في 10 أغسطس 1980 في سان خوسيه في الولايات المتحدة. شاركت مع منتخب الولايات المتحدة لكرة القدم للسيدات. أما مع النوادي، فقد لعبت مع أولمبيك ليون لكرة القدم للسيدات وأولمبيك ليون.

## وصلات خارجية
- ألي فاغنر على موقع الاتحاد الدولي (مؤرشف)  (الإنجليزية)
- ألي فاغنر على موقع قاعدة بيانات كرة القدم.إي يو (الإنجليزية)
- ألي فاغنر على موقع Soccerway.com (الإنجليزية)
- ألي فاغنر على موقع اللجنة الأولمبية الدولية (الإنجليزية)
- ألي فاغنر على موقع أوليمبيديا (الإنجليزية)
- ألي فاغنر على موقع اللجنة الأولمبية والبارالمبية الأمريكية (الإنجليزية)